# 竹中功のアロハな気分
『竹中功のアロハな気分』（たけなかいさおのアロハなきぶん）は、文化放送で2018年4月8日から2020年3月29日まで放送されたラジオ番組。放送時間は毎週日曜19:00 - 20:00。

## 概要
前番組『キニナル』の「日曜夜の憂鬱な気持ちを吹き飛ばす」というコンセプトを引き継いだ上で、「アロハの精神」にあふれたトークと音楽で楽しいひと時を届けるとともに、1981年の入社から2015年の退社まで吉本興業で数々の伝説を残した“謝罪マスター”竹中功が、芸人たちから学んだポジティブ精神をリスナーに伝授していく。

## 出演
パーソナリティ
- 竹中功

アシスタント
- 長麻未（文化放送アナウンサー※当時）[1]

「文化放送ニュース」キャスター
- 石森則和 （文化放送報道スポーツセンター記者）[2]

## ネット局

### 通年放送局
| 放送対象地域 | 放送局            | 放送日時           | 備考   |
| ------------ | ----------------- | ------------------ | ------ |
| 関東広域圏   | 文化放送（QR）    | 日曜 19:00 - 20:00 | 制作局 |
| 秋田県       | 秋田放送（ABS）   | 日曜 19:00 - 20:00 |        |
| 富山県       | 北日本放送（KNB） | 日曜 19:00 - 20:00 |        |

### 2018年度下半期ネット局
| 放送対象地域 | 放送局          | 放送日時           | 備考                     |
| ------------ | --------------- | ------------------ | ------------------------ |
| 宮城県       | 東北放送（TBC） | 日曜 19:00 - 20:00 |                          |
| 山形県       | 山形放送（YBC） | 日曜 19:00 - 20:00 |                          |
| 茨城県       | 茨城放送（IBS） | 日曜 19:00 - 20:00 | 2019年度下半期もネット。 |
| 熊本県       | 熊本放送（RKK） | 日曜 19:00 - 20:00 |                          |

## コーナー
- 竹中功の広報天国
- アロハな気分でお取り寄せ
- ラジオDEフォトグラフ
- よしもと虎の穴
- 竹中功のプライベートアイズ
- 竹中功の物欲大作戦
- 文化放送ニュース・天気予報・（年度上半期のみ）交通情報[3]

## その他
『ラジオふるさと便』から続くNRNネットの生放送番組とされていた当番組であるが、前番組『キニナル』とは以下の点でネットワークの対応が異なっていた。
- 年度上半期は、『キニナル』ではNRN回線の都合により存在しなかった[4]同時ネット局があるが、NRNナイターや競艇中継にNRN回線を使用する関係上、個別に素材回線で受けていたため、当時NRN回線が対応していなかったradikoでのステレオ放送を実施した局もあった。
- 文化放送でのプロ野球日本シリーズ中継時、『キニナル』はネット局に向けて裏送り版を生放送していたが、『アロハな気分』の2018年度は裏送りをせず、ネット局向けに文化放送で以前放送した別番組を用意した。
  - 2018年10月28日：『朝の小鳥 65年のコーラス』（文化放送で同年6月20日20:30 - 21:30放送）※熊本放送では熊本市長選挙の展望特番を放送のため非ネット。
  - 2018年11月4日：『ザ・ゴールデンヒストリー 〜大竹まことが語る命の記録〜』（文化放送で同年5月18日20:30 - 21:30放送）※日本シリーズ自体は前日で終了したが、秋田放送と北日本放送では『アロハな気分』に切り替えず同番組を放送。
  - 2019年10月20日：事前収録の『アロハな気分』裏送り版を放送。
  - 2019年10月27日：日本シリーズは前日以前に終了したが、秋田放送と北日本放送では前年同様『アロハな気分』に切り替えず、『Sexy Zone菊池風磨のQrzone+』（文化放送で2019年8月27日20:00 - 21:30放送）の60分編集版を放送。

文化放送の新聞ラジオ欄（1行につき9文字）では「竹中功アロハな気分（改行）謝罪マスター竹中功」と書かれる週が多く（「竹中功アロハな気分」1行のみという、ネット局同様の表記の週もあった）、『キニナル』とは異なり当日予定されている放送内容は書かれなかった。
2021年2月13日には、「文化放送サタデープレミアム」枠（18:00 - 18:57）にて復活企画『竹中功のアロハな気分〜リターンズ!〜』が放送された（CMなしの生放送）。